# Anatolij Levčenko
Anatolij Semjonovič Levčenko (rusky Анатолий Семёнович Левченко, 21. května 1941 Krasnokutsk, Charkovská oblast – 6. srpna 1988 Moskva) byl sovětský zkušební letec a kosmonaut, v letech 1977–1988 člen skupiny letců Letecko-výzkumného institutu M. M. Gromova připravujících se ke kosmickým letům v roli pilotů raketoplánu Buran. Levčenkova příprava k letům s Buranem vyvrcholila v prosinci 1987 týdenním kosmickým letem k orbitální stanici Mir. O osm měsíců později zemřel.

## Život
Anatolij Levčenko pocházel z města Krasnokutsk, ležícího v Charkovské oblasti, byl ukrajinské národnosti. Roku byl přijat do Kremenčugské vojenské vysoké letecké školy, ta byla téhož roku zrušena a Levčenko převeden do Černigovské vojenské vysoké letecké školy, studium dokončil roku 1964. Následujících šest let sloužil ve vojenském letectvu, zprvu u Lipecka, později v Turkestánském vojenském okruhu.
Roku 1971 dokončil školu zkušebních letců Letecko-výzkumného institutu M. M. Gromova (LII), poté zůstal v institutu jako zkušební letec.
Roku 1977 v LII vznikla „skupina speciální přípravy“ do které bylo od 12. července zařazeno šest letců institutu. Měli projít výcvikem kosmonautů a pilotovat tehdy vyvíjený raketoplán Buran. Od dubna 1979 do prosince 1980 letci v sérii stáží ve Střediska přípravy kosmonautů (CPK) ve hvězdném městečku absolvovali všeobecný výcvik kosmonautů. K 10. srpnu 1981 byla skupina přejmenována na „oddíl zkušebních kosmonautů“ LII a po složení zkoušek 12. února 1982 získal kvalifikaci „zkušební kosmonaut“ (космонавт-испытатель).
Budoucí piloti Buranu měli mít zkušenosti z kosmických letů, v září 1982 – květnu 1983 se proto na let na stanici Saljut 7 připravoval Igor Volk (letěl v červenci 1984), s Levčenkem v roli náhradníka.
Od roku 1983 se podílel na vývoji systému řízení Buranu, který testoval při letech upravených Tu-154 a MiG-25. Roku 1984 LII sestavil posádky pro první let Buranem. Levčenko byl jmenován velitelem záložní posádky (s druhým pilotem Alexandrem Šukinem). Paralelně po dohodě LII s NPO Energija byl velitelem posádky Buranu Levčenko-Strekalov. Při letových zkouškách analogu Buranu BTS-02 v letech 1986–1987 byl při čtyřech letech velitelem posádky. Po reorganizaci v LII roku 1987 byl jmenován zástupcem náčelníka Odvětvového komplexu přípravy zkušebních kosmonautů (OKPKI) ministerstva leteckého průmyslu.
Od března 1987 se v CPK připravoval ke kosmickému letu. Do vesmíru odstartoval z Bajkonuru 21. prosince 1987 na palubě Sojuzu TM-4. Cílem Levčenkova letu bylo ověření jeho pilotních dovedností během a bezprostředně po kosmickém letu. Při přistání se silně udeřil do hlavy, během několika měsíců se u něj rozvinula rakovina mozku, na jejíž následky 6. srpna 1988 zemřel.
Anatolij Levčenko byl ženatý, manželka také pracovala v LII, měli jednoho syna.